# Sokił Chmielnicki
Sokił Chmielnicki (ukr. Спортивний клуб «Сокіл» Хмельницький, Sportywnyj Kłub "Sokił" Chmelnyćkyj) – ukraiński klub futsalu, mający siedzibę w mieście Chmielnicki, na zachodzie kraju. Od sezonu 2012/13 występuje w futsalowej Ekstra-lidze Ukrainy.

## Historia
Chronologia nazw:
- 2005: Sportlider+ Chmielnicki (ukr. «Спортлідер+» Хмельницький)
- 2016: Sokił Chmielnicki (ukr. «Сокіл» Хмельницький)

Klub futsalowy Sportlider+ Chmielnicki został założony w Chmielnickim w 2005 roku przez redakcję lokalnej gazety "Sportywnyj lider+". W sezonie 2010/11 zespół startował w rozgrywkach Drugiej ligi, gdzie najpierw zwyciężył w grupie zachodniej, a potem w "finale czterech" zajął 3. miejsce, awansując do Pierwszej ligi. W następnym sezonie 2011/12 był ósmym w tabeli. W sezonie 2012/13 klub zgłosił się do rozgrywek Ekstra-ligi. W debiutowym sezonie na najwyższym poziomie zajął 5. miejsce.  W sezonie 2014/15 klub osiągnął swój największy sukces, zdobywając wicemistrzostwo kraju. W 2016 zmienił nazwę na Sokił Chmielnicki.

## Barwy klubowe, strój
| Malinowy | Biały |

Klub ma barwy malinowo-białe. Zawodnicy domowe spotkania zazwyczaj grają w malinowych koszulkach, malinowych spodenkach oraz malinowych getrach.

## Sukcesy

### Trofea międzynarodowe
Nie uczestniczył w rozgrywkach europejskich (stan na 31-05-2018).

### Trofea krajowe
| \| \| Zdobyte trofea w rozgrywkach Ukrainy (stan na: 31-12-2018) \| |                                                            |      |          |
| Rozgrywki                                                           | Osiągnięcie                                                | Razy | Sezon(y) |
| · Mistrzostwo                                                       | I miejsce                                                  | 0    |          |
| · Mistrzostwo                                                       | II miejsce                                                 | 1    | 2014/15  |
| · Mistrzostwo                                                       | III miejsce                                                | 0    |          |
| Puchar                                                              | zdobywca                                                   | 0    |          |
| Puchar                                                              | finalista                                                  | 0    |          |
| Puchar                                                              | ćwierćfinalista                                            | 1    |          |
| II liga                                                             | I miejsce                                                  | 0    |          |
| II liga                                                             | II miejsce                                                 | 0    |          |
| II liga                                                             | III miejsce                                                | 0    |          |
| Ukraina                                                             | Zdobyte trofea w rozgrywkach Ukrainy (stan na: 31-12-2018) |      |          |

## Statystyki

### Rekordy klubowe
Stan na 31 maja 2019.
- Liczba sezonów w najwyższej klasie rozgrywkowej: 7 (od 2012/13)

## Piłkarze, trenerzy, prezydenci i właściciele klubu

### Trenerzy
| Lp. | Imię i nazwisko | Okres urzędowania | Okres urzędowania |
| --- | --------------- | ----------------- | ----------------- |
| 1.  | Roman Kowalczyk | 2015              | obecnie           |

## Struktura klubu

### Obiekt sportowy
Klub rozgrywa swoje mecze domowe w Hali Kompleksu Sportowego UMWS w Chmielnickim, która może pomieścić 1000 widzów.

### Sponsorzy
- "Sportywnyj lider+"